# Yuriria (peces)
El género Yuriria son peces ciprínidos de agua dulce incluidos en el orden Cypriniformes, endémicos de ríos de México.
Su hábitat natural es bentopelágico de clima tropical.

## Especies
Existen sólo tres especies agrupadas en este género:
- Yuriria alta (Jordan, 1880) - Carpa blanca
- Yuriria amatlana (Domínguez-Domínguez, Pompa-Domínguez y Doadrio, 2007)
- Yuriria chapalae (Jordan y Snyder, 1899) - Carpa de Chapala